# 麦仁珠
麦仁珠（学名：Galium tricorne）为茜草科拉拉藤属下的一个种。

## 扩展阅读
- 維基物種上的相關：麦仁珠